# Stomatepia
Genre
Stomatepia est un genre de poissons Perciformes  qui appartient à la famille des Cichlidae. Stomatepia : du grec, stomie = bouche et du latin, tepere = être chaud (Ref Fishbase).

## Liste des espèces
Selon FishBase (26 janv. 2017) :
- Stomatepia mariae (Holly, 1930)
- Stomatepia mongo Trewavas in Trewavas, Green & Corbet, 1972
- Stomatepia pindu Trewavas in Trewavas, Green & Corbet, 1972

## Aquarium du palais de la Porte Dorée
L'Aquarium du palais de la Porte Dorée détient un groupe de Stomatepia pindu, une vingtaine d'individus environ. Ils sont maintenus dans une grande cuve d'au moins 1000 litres en compagnie de quelques poissons siluriformes et deux ou trois anguilles électriques de rivière. Pas farouches et aisément observables lors de la promenade de l'Aquarium.